# The Christian Science Monitor
The Christian Science Monitor (CSM) è un settimanale statunitense, fino al 2009 quotidiano.

## Storia
Fondato nel 1908 da Mary Baker Eddy, al 31 marzo 2008 la tiratura di copie della testata risultana di 56 083 unità.
Il quotidiano è di carattere generalista, ed include una rubrica quotidiana in merito a questioni religiose legate al Cristianesimo scientista.
Nel mese di ottobre 2008, citando perdite di 18,9 milioni di dollari all'anno contro 12,5 milioni di dollari in entrate annuali, il CSM ha annunciato che avrebbe cessato la stampa quotidiana a partire da aprile 2009, passando alla cadenza settimanale.